# Joaquim Cuadrada i Esquerra
Joaquim Cuadrada i Esquerra (Mataró, 23 de juny de 1893 – Barcelona, 30 de juny de 1969) va ser un pioner de la natació a Catalunya a començaments del segle xx. Membre del Club Natació Barcelona, fou campió de Catalunya de 500 metres lliures (1918, 1919, 1920). A nivell espanyol fou campió dels 500 (1918, 1919, 1920) i 1.500 metres lliures (1911-14, 1916-21). El 1917 establí el rècord de l'hora a mar obert.
El 1920, a Anvers, fou el primer nedador espanyol en prendre part en uns Jocs Olímpics. En ells va disputar la prova dels 1.500 metres lliures, en la qual quedà eliminat en sèries.
L'octubre de 1920 assessorà un grup de joves de Mataró per fundar el Club Natació Mataró, precedent del Centre Natació Mataró.